# Opogona citriseca
Opogona citriseca är en fjärilsart som beskrevs av Edward Meyrick 1928. Opogona citriseca ingår i släktet Opogona och familjen äkta malar. Inga underarter finns listade i Catalogue of Life.